# Åke Wallenquist
Åke Anders Edvard Wallenquist (né le 16 janvier 1904 à Västervik, mort le 8 avril 1994 à Uppsala) était un astronome suédois.

## Biographie
Il travaille à l'observatoire Bosscha, observatoire néerlandais situé en Indonésie, de 1928 à 1935. Il devient professeur-assistant à Uppsala à l'observatoire Kvistaberg en 1948.
Il commence par travailler sur les étoiles doubles, mais la majeure partie de son travail portera sur les amas ouverts, et leurs propriétés.
Il est membre actif à la fois de l'académie royale des sciences de Suède à Stockholm, et de la société royale des sciences d'Uppsala.
Depuis les années 1950, il est l'astronome dont le livre de vulgarisation en astronomie sont les plus populaires en Suède. 

## Hommage
L'astéroïde (2114) Wallenquist a été baptisé en hommage à ce scientifique.